# Johannes Nathanael Lieberkühn
Johann Nathanael Lieberkühn (Berlino, 5 settembre 1711 – Berlino, 7 ottobre 1756) è stato un medico tedesco.

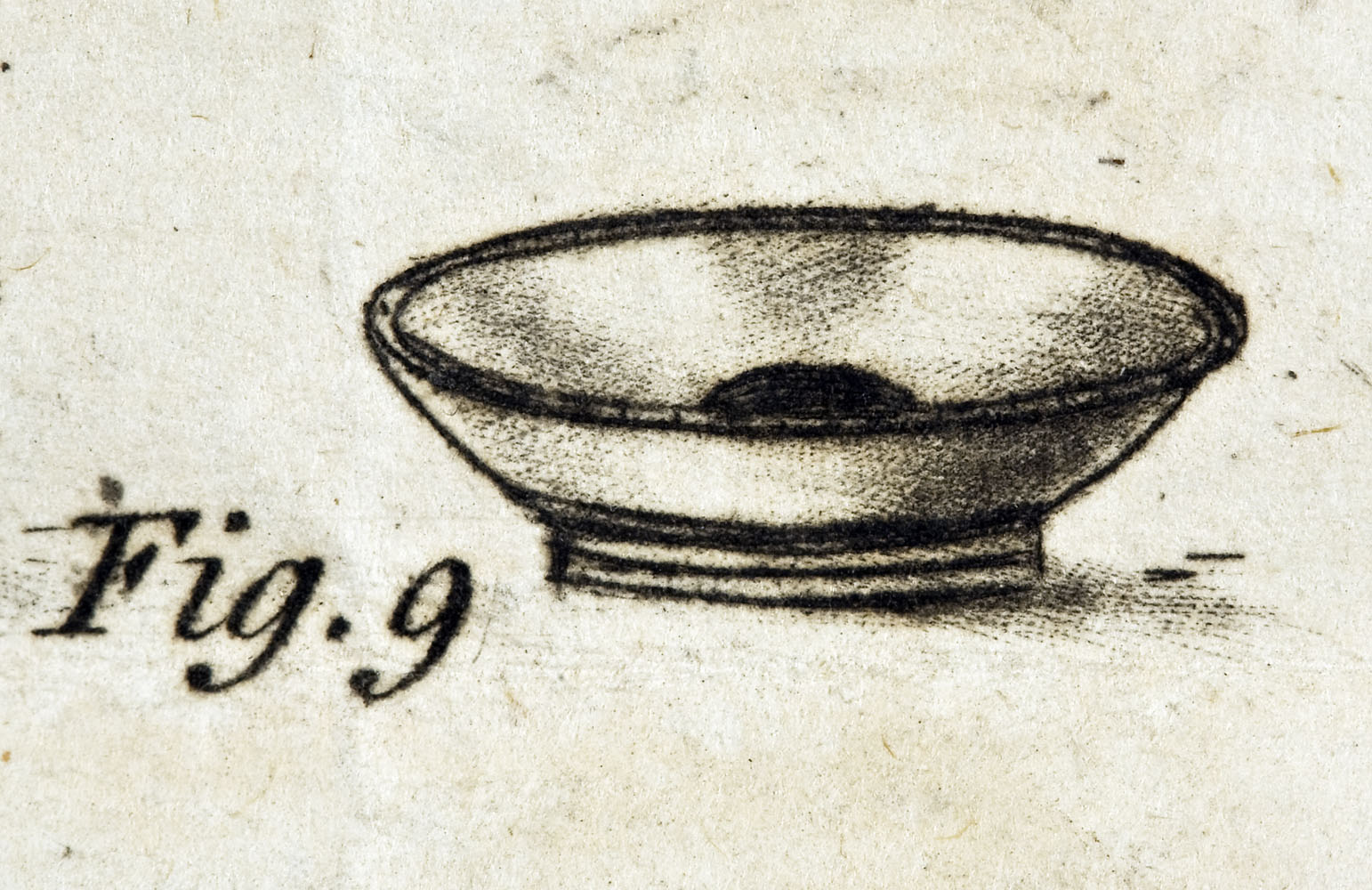
Lo specchietto Lieberkühn, in una stampa conservata al Museo Galileo di Firenze.

Medico, particolarmente interessato allo studio delle strutture anatomiche, nel 1740 illustrò alla Royal Society di Londra una sua invenzione, assai importante per l'illuminazione dei piccoli oggetti opachi, che da lui prese il nome di "specchio lieberkühn". Si trattava di uno specchio a coppa montato intorno all'obiettivo del microscopio: la luce circondava il campione da esaminare ed era poi riflessa all'indietro, sull'oggetto, dallo specchio sferico posto intorno alla lente.